# Струшево
Струшево (пол. Struszewo, нім. Strussow) — село в Польщі, у гміні Божитухом Битівського повіту Поморського воєводства.
Населення — 171 особа (2011).
У 1975-1998 роках село належало до Слупського воєводства.

## Демографія
Демографічна структура станом на 31 березня 2011 року:
|          | Загалом | Допрацездатний вік | Працездатний вік | Постпрацездатний вік |
| -------- | ------- | ------------------ | ---------------- | -------------------- |
| Чоловіки | 78      | 15                 | 56               | 7                    |
| Жінки    | 93      | 19                 | 54               | 20                   |
| Разом    | 171     | 34                 | 110              | 27                   |